# Kilconquhar
Kilconquhar är en by i Fife, Skottland. Byn är belägen 15 km 
från St Andrews. Orten har 205 invånare (2001).